# Association des élèves et étudiants musulmans de Côte d'Ivoire
Association des élèves et étudiants musulmans de Côte d'Ivoire abrégée AEEMCI est une association d'élèves et étudiants musulmans ivoiriens à caractère religieux créée le 12 avril 1979 par un arrêté ministériel.

## Historique

### Naissance
Dans les années 70 sur le campus de l’Université de Cocody, à la faveur de l’organisation du mois de Ramadan, un groupe de jeunes étudiants musulmans réunis dans une chambre de cité universitaire vont lancer les bases d’une structure qui sera en quelques décennies, hissée au diapason des grands mouvements musulmans crédibles de la sous-région ouest Africaine. De la Jem à l’AEEMCI en passant par l’Aeema, la jeunesse scolaire et estudiantine musulmane de Côte d’Ivoire a une histoire émaillée de haut et bas. Après plusieurs années crises, car constituer seulement d'une poignée de personne, L'association voit le jour le 16 janvier 1975, puis elle est officiellement reconnue par l'Etat de Côte d'Ivoire selon un arrêté ministériel susmentionné à la date du 12 avril 1979,.

### De 1975 à nos jours
Forte de ses 50 ans d'existence, l'AEEMCI a forgé une solide communauté des élèves et étudiants sur l'ensemble du territoire ivoirien. Une jeunesse musulmane pourvue de valeurs religieuses, éthiques et conscientes de ses responsabilités citoyennes comme le veulent ses principes fondateurs.

## Mission
L'AEEMCI mène sur l'ensemble de ses organes de bases des formations managériales et islamiques lors de plusieurs séminaires qu'elle organise. Le Séminaire National de Formation Islamique qui tient chaque année lors des vacances de fin d'années. Le Senafoi permet d'assurer la formation des militants et sympathisants de l'association. Au niveau national, il y a le séminaire de formation régional qui est organisé dans plus 10 régions de la Côte d'Ivoire.

## Fonctionnement
Les membres du bureau exécutif constituent le comité exécutif au niveau national et au niveau régional, il y a les conseils régionaux composés de sous-comités et de sections (organes de bases).
Le président national, connu sous l'appellation "Amir", est élu par les secrétaires régionaux pour une mandature de deux ans renouvelable une fois.
Youssouf Bamba, élu nouvel Amir de l'AEEMCI le 1er janvier 2025, à l’issue des travaux du 22e congrès ordinaire au groupe scolaire Hinneh à Abidjan succède à Diallo Mamadou Saliou, élu quant à lui, à l’issue des travaux du 21e congrès ordinaire de cette association qui se sont déroulés du 29 décembre 2022 au 1er janvier 2023 à l'Institut national de la jeunesse et des sports (INJS) d’Abidjan,.

## Embrouille avec la Fesci
Le 09 mars 2023, le bureau exécutif de l'AEEMCI fait un communiqué dans lequel il accuse la Fédération estudiantine et scolaire de Côte d’Ivoire (Fesci) de l'université Nangui Abrogoua d'avoir bastonné les membres de l'association. Le bureau condamne ouvertement les actes de violences perpétrés par la Fesci sur le campus,.
Les événements se sont soldé avec des blessés dans le camp de l'AEEMCI. La Fesci réagira à la suite de ce communiqué de l'AEEMCI mais sans regretter les violences envers l'assocation,.